# Spationierung

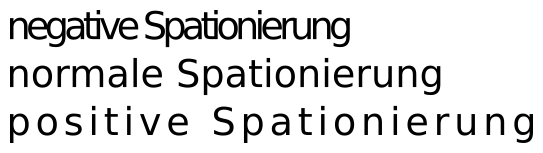
Beispiel unterschiedlicher Spationierungen

Spationierung ist der typografische Begriff für die Festlegung des horizontalen Zeichenabstandes, der Buchstabenabstände, der Wortabstände und Sonderabstände.
In der Textherstellung am Computer ist eine wichtige Frage das Verhältnis von Spationierung und Trennung. Trennzeichen setzen die Anfänge und Enden von Wörtern fest. Es ist – gerade im Sperrsatz oder bei Auslassungszeichen – wünschenswert, Spationierung und Trennung getrennt handhaben zu können. 
Für die künstlerische Qualität einer Typografie und für die Leserlichkeit des mit ihr erstellten Textes sind Wahl von Zeilenabstand und Spationierung entscheidend. Die Leserlichkeit hängt außerdem stark vom Grauwert (Schwarz-/Weiß-Anteil) der Schrift und des Druckes ab. Für die Arbeit am Bildschirm stellen sich die Fragen anders: Wegen der Vielfalt von Bildschirmqualitäten und -größen ist es z. B. bei E-Books wichtig, diese Parameter benutzerseitig verändern zu können. Hier ist bei kleinen Schriftgrößen ein möglichst gut aufgelöster Bildschirm wichtig.